# Жил-был тигр
«Жил-был тигр» (хинди एक था टाइगर, Ek Tha Tiger) — индийский шпионский боевик на языке хинди режиссёра Кабира Хана, вышедший в прокат 15 августа 2012 года, главные роли в котором исполнили Салман Хан и Катрина Каиф. Заработав 320 крор (3,2 млрд рупий) в индийском прокате, фильм был классифицирован как блокбастер.

## Сюжет
Холостяк Маниш (Салман Хан) живёт в Нью-Дели. Из-за многочисленных травм знакомые в шутку называют его героем. Но они не знают, что он действительно самый настоящий герой — агент индийской спецслужбы RAW по кличке «Тигр». Он враг номер один пакистанских спецслужб и самое опасное оружие Индии в борьбе против внутренних и внешних врагов.
Для выполнения нового задания он отправляется в Дублин к инженеру-ракетчику Кидваю (Рошан Сетх), которого подозревают в продаже секретных данных Пакистану. Чтобы подобраться к ученому, он знакомится с его ассистенткой Зоей (Катрина Каиф). Когда между ними возникают настоящие чувства, «Тигр» узнает, что Зоя работает на пакистанскую разведку.
Семья индийского шпиона Равиндра Каушика утверждала, что сюжет фильма, был основан на жизни Каушика, и просила указать в титрах фильма имя Каушика. Но режиссёр Кабир Кхан опроверг их заявление.

## В ролях
- Салман Хан — Абхинаш Сингх Ратхор / Тигр / Маниш Чандра
- Катрина Каиф — Зоя
- Гириш Карнад — Шеной
- Ранвир Шорей — Гопи
- Самар Джай Сингх — Рабиндер
- Гави Гхахал — капитан Акбар
- Рошан Сетх — профессор Анвар Джамал Кидвай

## Производство
После выхода на экраны фильма «Нью-Йорк», Кабир Хан решил снять фильм с участием Шахруха Хана. Тому понравился сценарий, но он отказался из-за плотного графика. Сценарий фильма был завершен к ноябрю 2010 года и переписан в феврале 2012 года. В мае 2011 года в сообщалось, что Салман Хан и Катрина Каиф будут работать вместе в фильме под названием «Жил-был тигр». Это был первый фильм Салмана, который снимался под баннером Yash Raj Films, и четвёртым фильмом, в котором он сотрудничал с Катриной. Перед началом съёмок Хан отложил проект под названием «Sher Han» его брата Сохайла. Гонорар актёра составил 320 млн рупий (5 млн долларов). Для Катрины фильм был одним из первых в жанре боевика. Ранвир Шорей согласился на роль второго плана. Пенджабский актёр Гави Гхахал согласился на роль Абрара, ставшей для него дебютом в Болливуде. Съёмки начались в июле 2011 года. В феврале 2012 года были сняты несколько сцен в Гаване.

## Саундтрек
| №  | Название            | Исполнитель                     | Длительность |
| -- | ------------------- | ------------------------------- | ------------ |
| 1. | «Mashallah»         | Wajid & Shreya Ghoshal          | 4:45         |
| 2. | «Lapaata»           | K. K. & Palak Muchhal           | 4:16         |
| 3. | «Banjaara»          | Sukhwinder Singh                | 4:35         |
| 4. | «Saiyaara»          | Mohit Chauhan & Tarannum Mallik | 4:13         |
| 5. | «Tiger's Theme»     |                                 | 3:17         |
| 6. | «Mashallah (Remix)» | Wajid & Shreya Ghoshal          | 3:24         |
| 7. | «Laapta (Remix)»    | K. K. & Palak Muchhal           | 3:30         |
| 8. | «Banjaara (Remix)»  | Sukhwinder Singh                | 3:27         |

## Критика
Отзывы критиков о фильме были преимущественно положительными. Судниш Камат (The Hindu) охарактеризовал фильм как шпионский триллер с хорошей хореографией, но без кульминации и стремящийся избежать обсуждения серьёзных политических разногласий, существующих между Индией и Пакистаном.
Гаурав Малани (The Times of India) отметил, что одним из достоинств фильма является то, что в нём сбалансирована история любви и шпионская драма.
Таран Адарш (Bollywood Hungama) указал на то, что увлекательности фильма способствуют неожиданные повороты в сюжете и харизма Салмана Хана.
Анупама Чопра (Hindustan Times) назвала эту кинокартину лучшим фильмом Салмана Хана, в котором он сыграл после фильма «Бесстрашный».

## Прокат и кассовые сборы
За 16 дней проката в Индии фильм собрал 184,8 крор рупий, заняв на тот момент второе место по кассовым сборам в истории индийского кино после фильма «3 идиота», собравшего 202 крора рупий за тот же срок. В карьере Салмана Хана фильм «Жил-был тигр» стал пятым хитом (после кинокартин «Телохранитель», «Всегда готов!», «Бесстрашный», «Особо опасен») и четвёртым по счёту, собравшим более 100 крор в прокате.